# Hermenegildo Rodrigues de Barros
Hermenegildo Rodrigues de Barros (Januária, 31 de agosto de 1866 — Rio de Janeiro, 24 de setembro de 1955) foi um jurista brasileiro.
Para ocupar a vaga deixada por Canuto Saraiva (morto), foi nomeado, em 1919, ministro do Supremo Tribunal Federal —, cargo que exerceria até 1937, quando foi obrigado a se aposentar.
Hermenegildo de Barros nunca faltou as sessões do  STF.  Não compareceu ao casamento da filha porque foi marcado para a mesma hora da sessão  do  STF.[carece de fontes?]
Em 1931 foi eleito (e reeleito em 1934) presidente do tribunal.
Em sua gestão foi instalado, sob sua presidência, o Tribunal Superior de Justiça Eleitoral, em 20 de maio de 1932, órgão que seria extinto pela Constituição de 1937 (do Estado Novo).
Presidiu também as sessões preparatórias da Assembleia Nacional Constituinte em 1933 e 1935. Foi indicado presidente efetivo da Constituinte de 1934.
Morreu no Rio de Janeiro e encontra-se sepultado no Cemitério de São João Batista, em Botafogo, zona sul da cidade.

## Obras
- Decisões Judiciárias
- Tribunal Especial
- Direito das Sucessões
- Memórias do Juiz mais Antigo do Brasil (4 volumes)